# Liste der Baudenkmäler in Böhmfeld

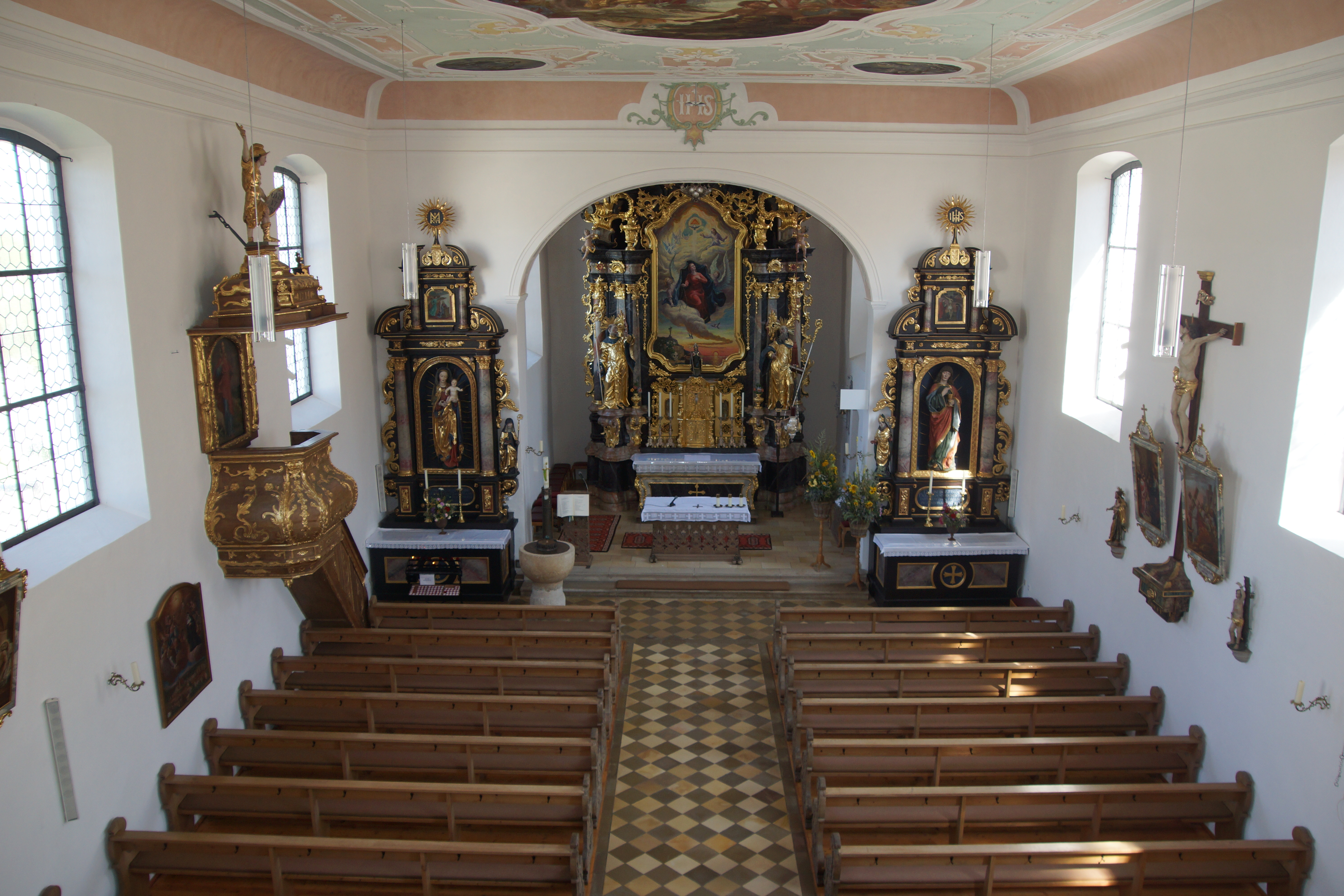
Innenraum von St. Bonifatius in Böhmfeld

Auf dieser Seite sind die Baudenkmäler in der oberbayerischen Gemeinde Böhmfeld zusammengestellt. Diese Tabelle ist eine Teilliste der Liste der Baudenkmäler in Bayern. Grundlage ist die Bayerische Denkmalliste, die auf Basis des Bayerischen Denkmalschutzgesetzes vom 1. Oktober 1973 erstmals erstellt wurde und seither durch das Bayerische Landesamt für Denkmalpflege geführt wird. Die folgenden Angaben ersetzen nicht die rechtsverbindliche Auskunft der Denkmalschutzbehörde.

## Baudenkmäler
| Lage                             | Objekt                                                     | Beschreibung | Akten-Nr.              | Bild           |
| -------------------------------- | ---------------------------------------------------------- | --- | ---------------------- | -------------- |
| Bildstock (Standort)             | Bildstock                                                  | Bezeichnet mit dem Jahr 1716; westlich des Ortes (Anm.: lt. BayernViewerdenkmal südwestlich der Kirche) | D-1-76-116-8 Wikidata  | BW             |
| Bildstock (Standort)             | Bildstock                                                  | Steinpfeiler mit eisernem Kruzifix, um 1900; bei Gaimersheimer Straße 12 nicht nachqualifiziert, im BayernViewer-denkmal nicht kartiert                                                                                      | D-1-76-116-12 Wikidata | BW             |
| Geisrücken (Standort)            | Wegkapelle                                                 | 18. Jahrhundert, in jüngerer Zeit erneuert; mit Ausstattung; an der Straße nach Hofstetten | D-1-76-116-4 Wikidata  | BW             |
| Hauptstraße 22 (Standort)        | Meiereianwesen                                             | Wohnstallhaus, zweigeschossiger Flachsatteldachbau, zweite Hälfte 18. Jahrhundert, im Kern älter, Dachdeckung modern | D-1-76-116-2 Wikidata  | BW             |
| Hauptstraße 24 (Standort)        | Katholische Pfarrkirche St. Bonifatius                     | Saalkirche mit Steildach, neu errichtet 1596, Langhaus durch Domenico Maria Salle erweitert 1792/93, Turmuntergeschoss Mitte 11. Jahrhundert; mit Ausstattung; Friedhofsummauerung, östliche Teile, wohl spätmittelalterlich | D-1-76-116-1 Wikidata  | weitere Bilder |
| Hauptstraße 26 (Standort)        | Steinernes Türgewände                                      | 1747; im Pfarrhof spätgotischer Kruzifix und Ansicht von Böhmfeld, 1760, sowie mehrere barocke Porträts | D-1-76-116-3 Wikidata  | BW             |
| Häuseläcker (Standort)           | Bildstock                                                  | Steinpfeiler mit gusseisernem Kruzifix (erneuert), 19. Jahrhundert; bei Hofstettener Straße 10 | D-1-76-116-10 Wikidata | BW             |
| Hofstetter Straße 10 (Standort)  | Gedenkstein                                                | Kalksteinpfeiler, auf Sockel, mit Inschrift zur Erinnerung an die Römerstraße, 1861; an der Gaimersheimer Straße | D-1-76-116-9 Wikidata  | BW             |
| Nähe Bonifatiusstraße (Standort) | Bildstock, sogenannte Bonifatiussäule                      | Kalksteinpfeiler (erneuert) mit tabernakelförmigem, reliefiertem Aufsatz, inschriftlich bezeichnet mit dem Jahr 1614; an der westlichen Römerstraße, Ecke Ludwigstraße                                                       | D-1-76-116-7 Wikidata  | BW             |
| Östliche Römerstraße (Standort)  | Wegkapelle, sogenannte Sattlerkapelle                      | 1860; Ecke Kapellenweg/Östliche Römerstraße | D-1-76-116-6 Wikidata  | BW             |
| Reiglstraße (Standort)           | Wegkapelle, sogenannte Bonifatiuskapelle oder Neißlkapelle | Steildachbau mit Giebel- und Fassadengliederungwohl, erste Hälfte 18. Jahrhundert; mit Ausstattung; am Ortsausgang, Richtung Schelldorf                                                                                      | D-1-76-116-5 Wikidata  | BW             |

## Ehemalige Baudenkmäler
In diesem Abschnitt sind Objekte aufgeführt, die früher einmal in der Denkmalliste eingetragen waren, jetzt aber nicht mehr. Objekte, die in anderem Zusammenhang also z. B. als Teil eines Baudenkmals weiter eingetragen sind, sollen hier nicht aufgeführt werden. Aktennummern in diesem Abschnitt sind ehemalige, jetzt nicht mehr gültige Aktennummern.

| Lage                                  | Objekt    | Beschreibung | Akten-Nr.              | Bild |
| ------------------------------------- | --------- | --- | ---------------------- | ---- |
| bei Hofstettener Straße 10 (Standort) | Bildstock | Steinpfeiler mit eisernem Kruzifix, bezeichnet mit dem Jahr 1910; an der Straße nach Schelldorf; nicht nachqualifiziert, im BayernViewer-denkmal nicht kartiert | D-1-76-116-11 Wikidata | BW   |